# Piano, Haute-Corse
Piano är en kommun i departementet Haute-Corse på ön Korsika i Frankrike. Kommunen ligger i kantonen Fiumalto-d'Ampugnani som tillhör arrondissementet Corte. År 2022 hade Piano 18 invånare.

## Befolkningsutveckling
Antalet invånare i kommunen Piano
Referens:INSEE